# Elecciones locales del Distrito Federal de México de 2006
Las Elecciones del Distrito Federal se llevaron a cabo el domingo 2 de julio de 2006, simultáneamente con las Elecciones presidenciales y en ellas fueron renovados los titulares de los siguientes cargos de elección popular de la Distrito Federal:
- Jefe de Gobierno del Distrito Federal. Titular del Poder Ejecutivo del Distrito Federal, con funciones intermedias entre un presidente municipal y el gobernador de un estado, electo para un periodo de seis años no reelegibles en ningún caso, el candidato electo fue Marcelo Ebrard Casaubón.
- 16 Jefes Delegacionales. Titulares de cada una de las Delegaciones Políticas, equivalentes a los Municipios en el Distrito Federal.

- 66 diputados de la Asamblea Legislativa. 40 elegidos por mayoría relativa en cada uno de los distritos electorales y 26 electos por el principio de representación proporcional mediante un sistema de listas.

## Resultados federales: Presidente
|  | 58.16 % |

|  | 27.36 % |

|  | 8.54 % |

|  | 3.63 % |

|  | 0.56 % |

|  | 0.31 % |

|  | 1.43 % |

|  | 100.00 % |

Ocho partidos políticos con registro en el Distrito Federal participaron en la elección, cinco de ellos agrupados en dos coaliciones electorales diferentes, los resultados que obtuvieron fueron los siguientes:

## Diputados

Resultados por distrito local.

| Partido/Alianza | Partido/Alianza                               | Distritos | R.P. | Total |
| --------------- | --------------------------------------------- | --------- | ---- | ----- |
|                 | Coalición Por el Bien de Todos (PRD, PT, CON) | 36        | 0    | 36    |
|                 | Partido Acción Nacional                       | 4         | 13   | 17    |
|                 | Unidos por la Ciudad (PRI, PVEM)              | 0         | 7    | 7     |
|                 | Nueva Alianza                                 | 0         | 4    | 4     |
|                 | Alternativa Socialdemócrata y Campesina       | 0         | 2    | 2     |
| Total           | Total                                         | 40        | 26   | 66    |

## Elección de Jefes Delegacionales
Los jefes delegaciones son los titulares de cada una de las 16 Delegaciones Políticas en que se divide el Distrito Federal, su poder es limitado pues dependen económicamente del gobierno de la Ciudad, aunque tienen el mando directo de las corporaciones policiacas en su demarcación.

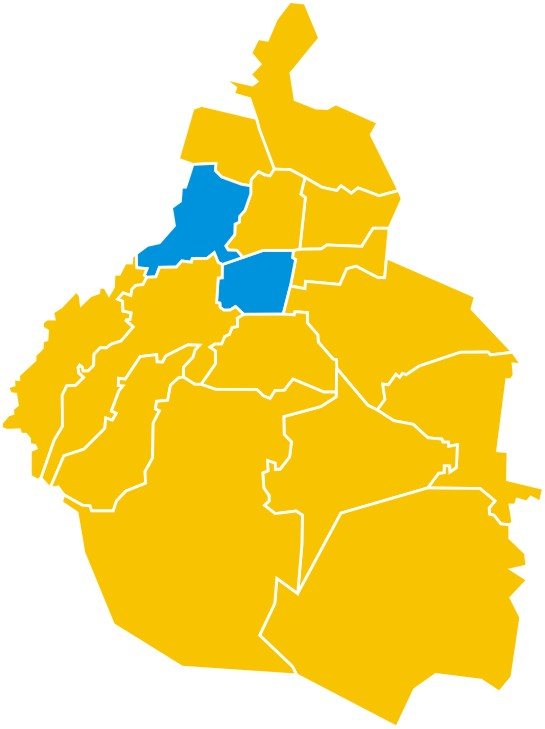
Azul: Delegaciones ganadas por el PAN, Amarillo: Delegaciones ganadas por el PRD

| Partido/Alianza | Partido/Alianza                               | Delegaciones |
| --------------- | --------------------------------------------- | ------------ |
|                 | Coalición Por el Bien de Todos (PRD, PT, CON) | 14           |
|                 | Partido Acción Nacional                       | 2            |
|                 | Unidos por la Ciudad (PRI, PVEM)              | 0            |
|                 | Nueva Alianza                                 | 0            |
|                 | Alternativa Socialdemócrata y Campesina       | 0            |

### Candidatos a Jefes Delegacionales
| Delegación             | Partido Acción Nacional        | Unidos por la Ciudad (PRI-PVEM) | Coalición Por el Bien de Todos (PRD-PT-Conv.) | Alternativa Socialdemócrata y Campesina | Nueva Alianza                   |
| ---------------------- | ------------------------------ | ------------------------------- | --------------------------------------------- | --------------------------------------- | ------------------------------- |
| Álvaro Obregón         | Miguel Ángel Toscano           | Gloria Brasfader Hernández      | Leonel Luna Estrada Hecho                     | José Manuel Díaz Espino                 | Luis Héctor Chávez Guzmán       |
| Azcapotzalco           | Margarita Saldaña Hernández    | Ricardo Betancourt              | Alejandro Carvajal González Hecho             | Pablo Enrique Lara                      | Gabriel López Olguín            |
| Benito Juárez          | Germán de la Garza Hecho       | Mauricio Charfen                | Alejandra Barrales                            | Armando Arteaga Tenorio                 | Carla Alicia Arrieta Rojas      |
| Coyoacán               | Cecilia Romero Castillo        | José Monroy Zorrivas            | Heberto Castillo Juárez Hecho                 | Luis Ricardo Galgera Bolaños            | Juan Pacheco Salazar            |
| Cuajimalpa             | Arturo Madero Garza            | Francisco Gazcón Martínez       | Remedios Ledesma García Hecho                 | Nora Luz Cabrera Ortiz                  | Maximiliano Reyes Zúñiga        |
| Cuauhtémoc             | Mario Alberto Palacios         | María Claudia Esqueda Llanes    | José Luis Muñoz Soria Hecho                   | Rosalinda Ávila Selvas                  | Antonio Paz Martínez            |
| Gustavo A. Madero      | Genaro Rosalino García         | Oscar Javier Joffre Velázquez   | Francisco Chíguil Figueroa Hecho              | Miguel Ángel Pérez Sánchez              | Silvia Teresa Jiménez Gutiérrez |
| Iztacalco              | Roberto Juan Manuel Rayón Ríos | Leticia Rodríguez Moctezuma     | Erasto Ensástiga Santiago Hecho               | Margarita Uribe Aceves                  | Raquel Zafra Villegas           |
| Iztapalapa             | Ruiz Gómez Leopoldo            | José Luis Hernández Rosas       | Horacio Martínez Meza Hecho                   | Enrique Guadalupe López Mora            | Mario Berumen Bautista          |
| La Magdalena Contreras | Iris Edith Santacruz Fabila    | Ignacio Ávalos Cárdenas         | Héctor Guijosa Mora Hecho                     | Gonzalo Monroy Ávila                    | Javier Cervantes                |
| Miguel Hidalgo         | Gabriela Cuevas Hecho          | Luz Lajous Vargas               | Carlos Reyes Gámiz                            | Pedro Ricardo Velasco Taboada           | En coalición con el PAN         |
| Milpa Alta             | Abraham Melo Torres            | Alejandro Olvera Acevedo        | José Luis Cabrera Padilla Hecho               | Zirce Luz Rincón Martínez               | Fernando López Cruz             |
| Tláhuac                | Arminda Calzada Martínez       | José Luis Barajas Medina        | Gilberto Ensástiga Santiago Hecho             | Norma Laura Álvarez Contreras           | Álvaro Ramírez Martínez         |
| Tlalpan                | Antonio Simancas López         | Fidel Leonardo Suárez Vivanco   | Guillermo Sánchez Torres Hecho                | Rosa Aurora Pérez Muñoz                 | Benjamín Romero Duarte          |
| Venustiano Carranza    | Carlos Manuel Morales Ocaña    | Edgard Delgado Aguilar          | Julio César Moreno Rivera Hecho               | Alma Leticia Bonilla López              | Ignacio Espinoza                |
| Xochimilco             | Wendy González Urrutia         | María Teresa Alquicira          | Uriel González Hecho                          | Gerardo Castorena                       | Mauricio Escandón Rosas         |